# أولاد مرعي
قرية أولاد مرعي هي إحدى القرى التابعة لمركز مرسى مطروح في محافظة مطروح في جمهورية مصر العربية. حسب إحصاءات سنة 2018، بلغ إجمالي السكان في أولاد مرعي 561 نسمة، منهم 320 رجل و 241 امرأة.